# Ревачко Василь Михайлович
Василь Михайлович Ревачко (угор. Revácskó László, нар. 1923, Підкарпатська Русь, Чехословаччина) — колишній український футболіст та радянський футбольний тренер. Грав на позиції захисника. Дворазовий чемпіон республіки (1950, 1953) та володар кубка УРСР з футболу(1950).

## Клубна кар'єра
Його футбольна біографія розпочалася у 1946 році у команді ужгородських залізничників — «Локомотиві». Згодом він грав за різні клуби міста та області, а у 1949 році його запросили до найкращої команди краю — «Спартака» (Ужгород). З першого ж дня зарекомендував себе одним з найкращих захисників команди. У складі ужгородського клубу провів п'ять сезонів, двічі виборював золоті медалі чемпіона України. Це було у 1950 та 1953 роках. До речі, у 1950 році, коли він був капітаном команди, «Спартак» зробив «золотий дубль», здобувши ще й Кубок УРСР.

## Кар'єра тренера
Після завершення своєї ігрової кар'єри він закінчив тренерську школу і на громадських засадах брав активну участь у спортивному житті міста та краю. Довгий час був тренером закарпатської команди «Боржава» (Довге), а у 1969–1970 роках працював головним тренером команди майстрів «Спартак» (Ужгород).

## Досягнення
- Чемпіон УРСР з футболу (2): 1950, 1953
- Володар кубка УРСР з футболу (1): 1950